# Communium rerum
Communium rerum ist eine Enzyklika von Papst Pius X. Sie datiert vom 21. April 1909 und ist dem 800. Todestag des Heiligen Anselm von Aosta gewidmet.

## Anlass
Der Papst führt an, dass ihn besondere Anlässe angeregt hätten, diese Enzyklika zu Ehren des Heiligen Anselm von Aosta (bekannter als „Anselm von Canterbury“) zu verfassen. Er nennt weiterhin:
- das Einhundertjahrfest der römisch-katholischen Kirche in den Vereinigten Staaten („Nordamerika konnte die Jubelfeier seiner Bistumsorganisation begehen“). Er meint damit die Erhebung des Bistums Baltimore zum Erzbistum und die Schaffung einer ersten Kirchenprovinz in den USA am 8. April 1808.
- den Umstand, dass im September 1908 erstmals im Vereinigten Königreich ein Eucharistischer Weltkongress gefeiert werden konnte („Die Britische Insel sah das ruhmvolle Schauspiel, dass innerhalb ihrer Grenzen die Verehrung des Allerheiligsten Sakramentes mit wunderbaren Glanze entfaltet wurde“).
- das 50-jährige Jubiläum der Marienerscheinungen in Lourdes im Jahre 1858 als Trost nach dem Schlag des 1905 in Frankreich verabschiedeten Gesetzes zur Trennung von Kirche und Staat („In Frankreich trocknete die bedrängte Kirche ihre Tränen, als sie die Triumphzüge des Allerheiligsten Sakramentes schauen durfte, allermeist in der Stadt Lourdes, wo zu Unserer Freude der Anlass des Ruhmes der Stadt in feierlichem fünfzigjährigen Jubelfeste begangen worden ist“).

Es sei nun eingetreten, was er in seiner Antrittsenzyklika E supremi apostolatus vom 4. Oktober 1903 gewünscht habe. Pius X. äußert seine Dankbarkeit über die Rückkehr der Nationen zu Christus und der engeren Gemeinschaft zur Kirche.

## Über den Heiligen
Es sei deshalb nicht unpassend, auf die große Arbeit des Heiligen Anselm von Aosta zu verweisen, dessen 800. Todesjahr wiederkehre. Der Mönch und Abt in Frankreich und spätere Erzbischof von Canterbury habe vorgelebt, wie man sich den Übeln seiner Zeit entgegenstellen könne. Er würdigt die philosophische Arbeit dieses Kirchenlehrers, der trotz einiger Verbannungen die Verbreitung des Christentums vorangebracht habe.